# عطف حيدر
قرية عطف حيدر هي إحدى القرى التابعة لمركز العدوة بمحافظة المنيا في جمهورية مصر العربية. حسب إحصاءات سنة 2006، بلغ إجمالي السكان في عطف حيدر 14081 نسمة، منهم 7077 رجلا و7004 امرأة.